# Antonius Holtmann
Antonius Holtmann (* 13. März 1936 in Stadtlohn) ist ein deutscher Sozialwissenschaftler.

## Leben
Nach dem Studium der Geschichte, Germanistik und Pädagogik war er zunächst Gymnasiallehrer in Hamburg und von 1966 bis 1970 Wissenschaftlicher Rat am Pädagogischen Zentrum Berlin und anschließend Akademischer Oberrat an der Pädagogischen Hochschule Rheinland/Abt. Neuss. Er erwarb 1974 den Doktor der Philosophie an der Universität Bremen. Von 1974 bis 2001 war er an der Universität Oldenburg Professor für Sozialwissenschaften mit den Schwerpunkten Politische Bildung, Politische Sozialisation und Migrationsforschung.
Seine Arbeits- und Forschungsschwerpunkte sind deutsche Auswanderung in die USA, Theorien politischer Bildung und politischer Sozialisation und Medien und politische Bildung.

## Schriften (Auswahl)
- mit Sibylle Reinhardt: Schülermitverantwortung (SMV). Geschichte und Ende einer Ideologie. Weinheim 1971, ISBN 3-407-12305-1.
- mit Heinz Cremer und Wolfgang Grams: Sozialkunde 7–10. Weinheim 1984, ISBN 3-407-26024-5.
- Fallstricke für Genealogen. Oldenburg 1997, OCLC 76118169.
- „Für gans America gehe ich nich wieder bei die Solldaten ...“. Briefe des Ochtruper Auswanderers Theodor Heinrich Brandes aus dem amerikanischen Bürgerkrieg 1862/63. Bremen 1999, ISBN 3-86108-736-7.